# 두정역
두정역(斗井驛, Dujeong station)은 충청남도 천안시 서북구 두정동에 있는 수도권 전철 1호선의 전철역이다. 천안직결선을 통해 장항선 열차가 합류 및 분기한 역이다. 천안시에 위치한 대학교들은 이 역 근처에 가장 많이 분포돼 있다.

## 개요
인근에는 단국대학교 천안캠퍼스, 상명대학교 천안캠퍼스, 한국기술교육대학교 2캠퍼스, 공주대학교 천안캠퍼스, 백석대학교, 호서대학교 천안캠퍼스 등의 대학교가 꽤 분포하고 있고, 때문에 이용량의 대다수를 주로 수도권에 거주하는 통학생들이 차지한다. 실제로 학기 중의 승차량과 방학 중의 승차량, 주중의 승차량과 주말의 승차량의 비교 데이터에서도 볼 수 있듯이 주중, 학기 중 승차량이 1일 9000명 수준으로 매우 높은 반면, 방학기간, 주말의 경우 1일 4000명 정도로 낮아지는 것을 확인할 수 있다.
최근 2010년대 들어서 역 개통의 영향으로 주변에 주거지구가 들어섰고 근처의 천안1공단 까지도 주거지구로 전환되어 아파트단지들이 공사중이다.

## 역명 유래
역명은 마을 앞에 큰 우물이 있어 물이 말로 쏟아져 나온다고 하여 말우물, 또는 두정이라고 하는 데서 유래되었다.

## 역사
- 1979년 6월 15일 : 신호장으로 영업 개시
- 1987년 7월 1일 : 천안역 관리로 지정
- 2005년 1월 20일 : 수도권 전철 1호선 연장 개통, 보통역으로 승격
- 2008년 11월 1일 : 경부선 측 역의 화물 취급 개시[4]
- 2010년 1월 21일: 당정역 개업으로 1호선 역번호가 P167번에서 P168번으로 변경
- 2019년 12월 30일 : 두정역 북부출입구 신설 착공
- 2023년 5월 18일: 북부역사 완공 및 개통

## 역 구조
2면 4선의 쌍섬식 승강장이며, 1,4번 승강장에 스크린도어가 설치되어 있다. 중간에 3선의 통과선이 있다. 출구는 2개이다.

### 배선도
두정역과 천안역의 배선도는 다음과 같다. 두정역에서 천안직결선을 통해 장항선 열차가 합류 및 분기한다.

### 승강장
| ↑직산           |
| ４３ \| ２１ \| |
| 천안 ↓          |

| 1 | ● 수도권 전철 1호선 | 천안 · 아산 · 온양온천 · 신창 방면 |
| 2 | ● 수도권 전철 1호선 | 장항선 하행 당역통과               |
|   | 경부선              | 통과선                             |
| 3 | ● 수도권 전철 1호선 | 장항선 상행 당역통과               |
| 4 | ● 수도권 전철 1호선 | 성환 · 구로 · 서울역 · 광운대 방면 |

원래 이 역은 내선인 2,3번 승강장에 1호선 열차가 정차하였으나 2012년부터 외선인 1,4번 승강장으로 타는 곳이 변경되어서 지금까지 1,4번 승강장에만 정차하고 있다. 스크린도어 또한 1,4번 승강장에만 설치되었다.

## 역 주변
- 단국대학교 천안캠퍼스
- 상명대학교 천안캠퍼스
- 백석대학교
- 백석문화대학교
- 호서대학교 천안캠퍼스
- 공주대학교 천안캠퍼스
- 한국기술교육대학교 제2캠퍼스
- 북일고등학교
- 북일여자고등학교
- 천안두정중학교
- 천안두정초등학교
- 천안신대초등학교
- 메가박스 천안점
- 천안복지회관
- 부성1동행정복지센터
- 천안공업단지
- 두정119안전센터
- 신부동우체국
- 성정1동행정복지센터
- 천안축구센터(K2 리그 천안 시티 FC 홈구장)

## 승차량 변동
| 노선   | 승차 인원 | 승차 인원 | 승차 인원 | 승차 인원 | 승차 인원 | 승차 인원 | 승차 인원 | 승차 인원 | 승차 인원 | 승차 인원 | 승차 인원 | 승차 인원 | 승차 인원 | 승차 인원 | 승차 인원 | 승차 인원 | 승차 인원 | 승차 인원 | 주 석 |
| 노선   | 2005년    | 2006년    | 2007년    | 2008년    | 2009년    | 2010년    | 2011년    | 2012년    | 2013년    | 2014년    | 2015년    | 2016년    | 2017년    | 2018년    | 2019년    | 2020년    | 2021년    | 2022년    | 주 석 |
| ------ | --------- | --------- | --------- | --------- | --------- | --------- | --------- | --------- | --------- | --------- | --------- | --------- | --------- | --------- | --------- | --------- | --------- | --------- | ----- |
| 경부선 | 3897      | 4572      | 4840      | 5244      | 5817      | 6137      | 6670      | 6484      | 6473      | 7409      | 6598      | 6352      | 6303      | 6196      | 6150      | 3948      | 4688      | 12242     | [ 5 ] |

## 논란
2006년 6월에 부기역명 입찰에서 백석대학교가 3년간 부기역명을 사용하는 조건으로 사용료를 1억 3600만원을 지불하여 4000만원을 내놓은 공주대학교를 제치고 입찰하였다. 그러나 인근의 다른 학교들의 강력 반발 및 민원을 이유로 역명 표기가 보류되자 백석대학교측에서 반발을 하는 등 갈등이 있었다.

## 사진

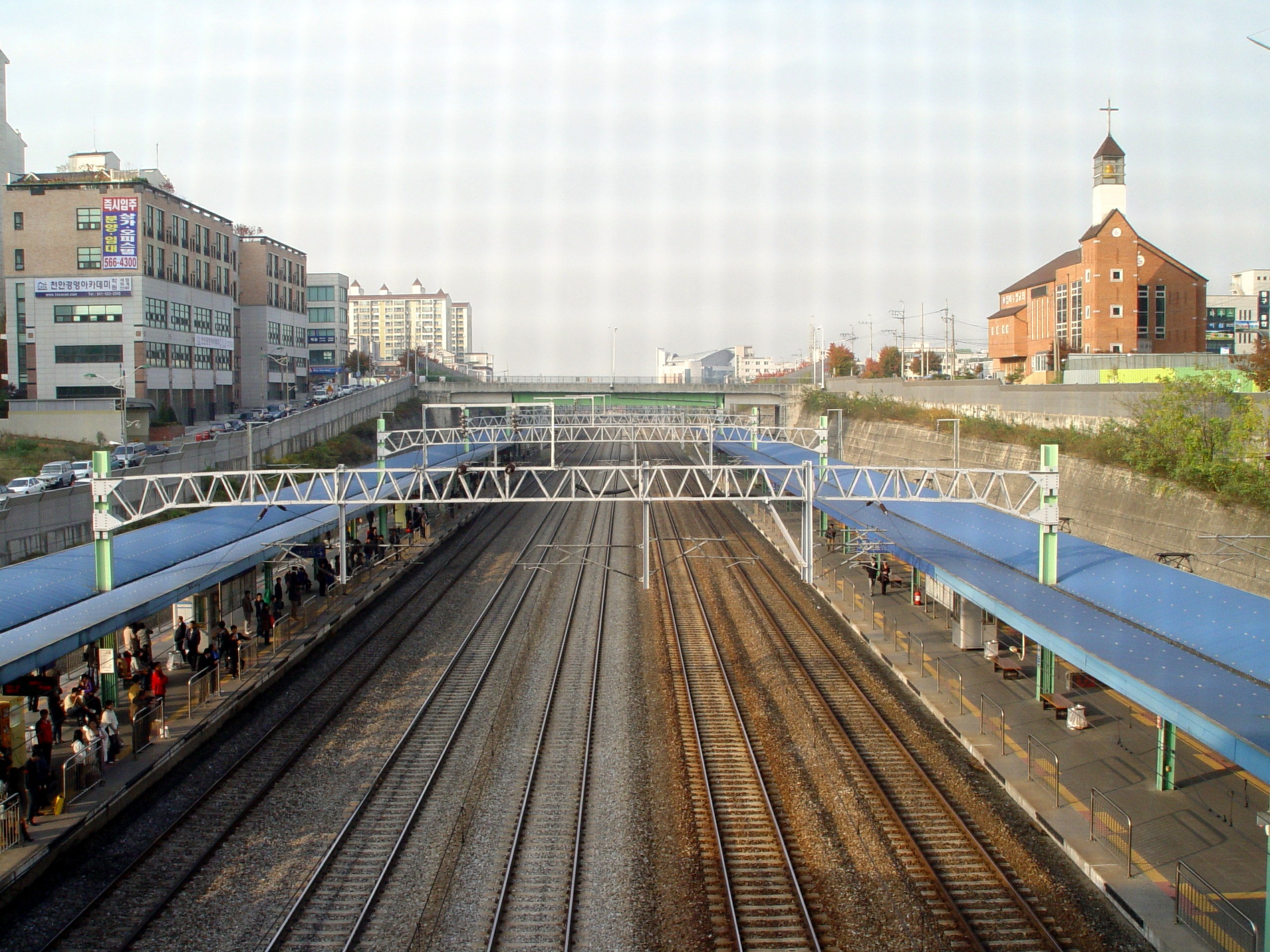
선로와 승강장 (2008년 11월 8일)
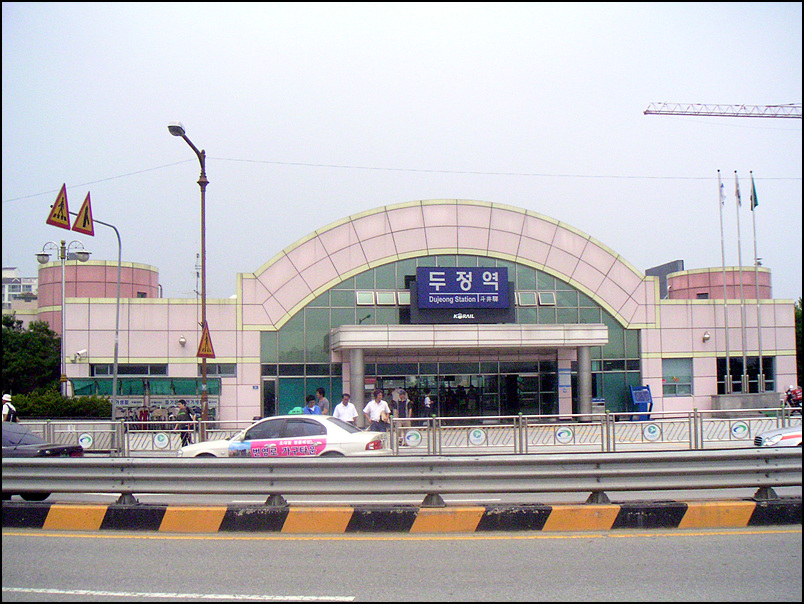
출입구 (2007년)
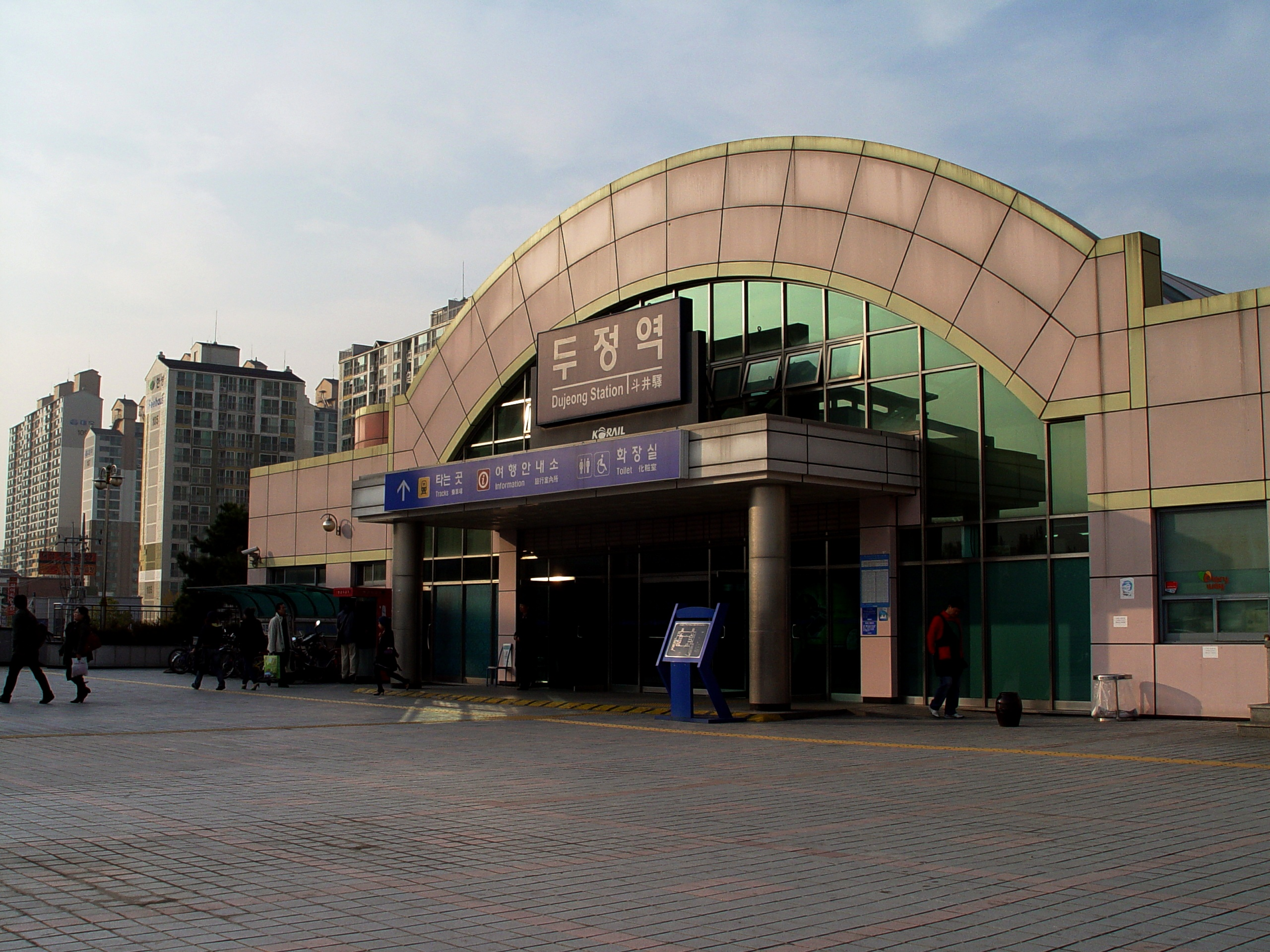
출입구 (2008년 11월 8일)
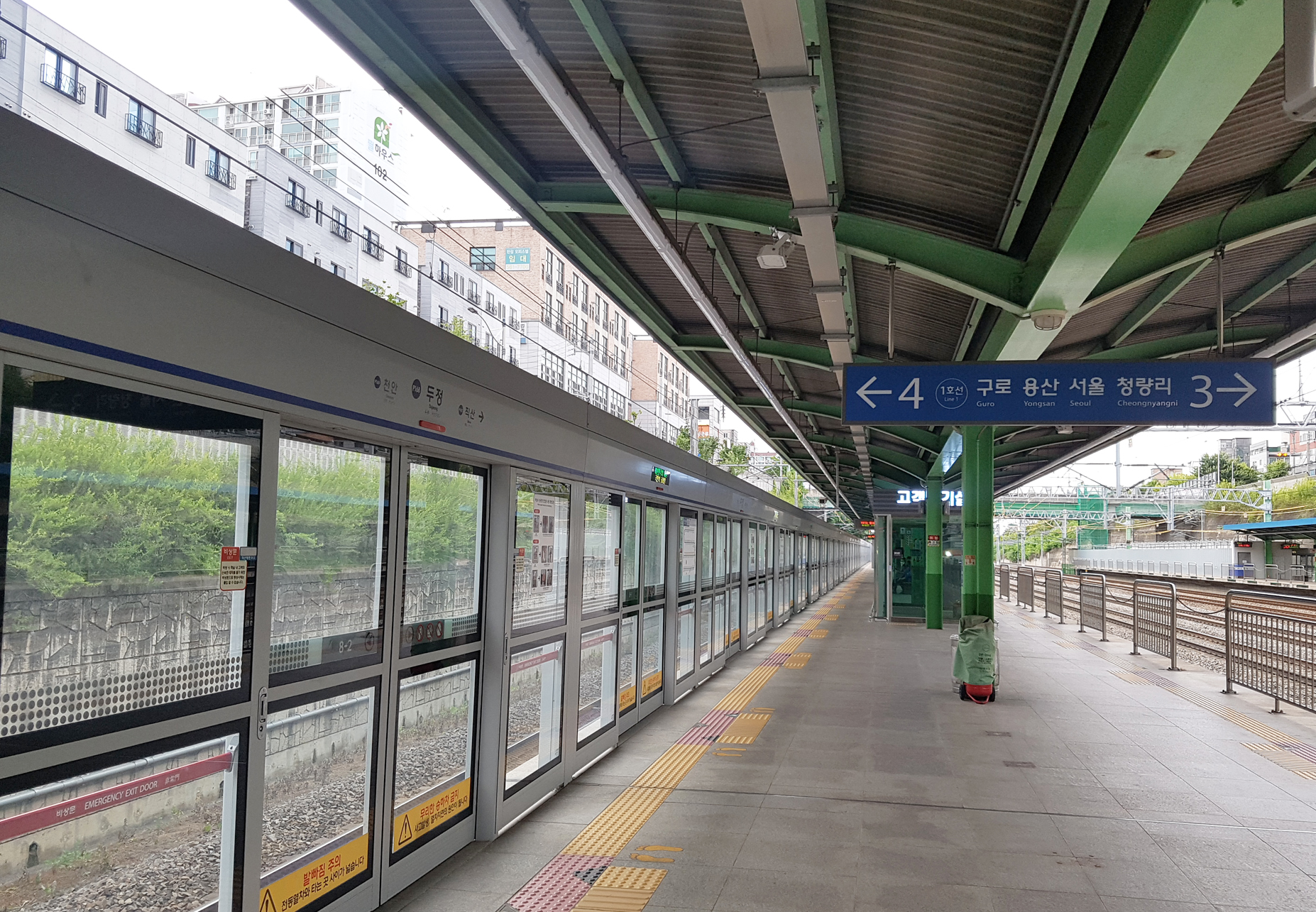
승강장
스크린도어

## 인접한 역
| 경부선 · 천안직결선          | 경부선 · 천안직결선               | 경부선 · 천안직결선            |
| ---------------------------- | --------------------------------- | ------------------------------ |
| P167 직산 광운대 방면        | ● 수도권 전철 1호선 경부선 완행   | P169 천안 신창 방면            |
| P166 성환 청량리 (지하) 방면 | ● 수도권 전철 1호선 경부선 급행 A | 이 역부터 전 역 정차 신창 방면 |
| P166 성환 서울역 (지상) 방면 | ● 수도권 전철 1호선 경부선 급행 B | 이 역부터 전 역 정차 천안 방면 |